# آلاکانوک (آلاسکا)
آلاکانوک (به انگلیسی: Alakanuk) شهری در ناحیه سرشماری وید همپتون ایالت آلاسکا است که جمعیت آن در سرشماری سال ۲۰۰۰ میلادی ۶۵۲ نفر بوده‌است.